# Hennadij Subko

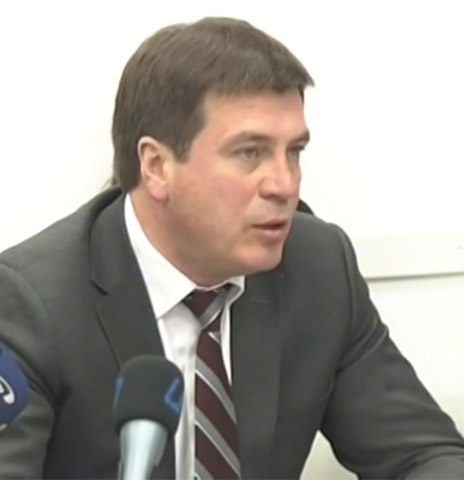
Hennadij Subko (2013)

Hennadij Hryhorowytsch Subko (* 27. September 1967 in Mykolajiw, USSR) ist ein ukrainischer Politiker. Vom 2. Dezember 2014 bis zum 29. August 2019 war er Minister für Regionalentwicklung, Bauwirtschaft
und kommunale Wohnungswirtschaft und Vize-Ministerpräsident der Ukraine.
Subko leistete zwischen 1986 und 1988 seinen Wehrdienst bei der Roten Armee. Danach bildete er sich umfassend und hat unter anderem an der Nationalen Technischen Universität der Ukraine, der Nationalen Universität für Bauwesen und Architektur und der Nationalen Universität Kiew-Mohyla-Akademie in Kiew, sowie der Northwestern University in Illinois studiert. Bevor er seine politische Tätigkeit 2006 als Mitglied des Stadtrats von Schytomyr begann, arbeitete er in der Privatwirtschaft. Er ist Mitglied der Partei Block Petro Poroschenko.
Vom 12. Dezember 2012 bis zum 27. November 2014 war für die Allukrainische Vereinigung „Vaterland“ Abgeordneter in der Werchowna Rada.
Subko wurde am 10. Juni 2014 vom ukrainischen Präsidenten Petro Poroschenko zum Ersten stellvertretenden Leiter der Präsidialverwaltung der Ukraine ernannt und hatte diesen Posten bis zu seiner Einsetzung am 2. Dezember 2014 zum Vize-Ministerpräsident der Ukraine und Minister für Regionalentwicklung, Bauwirtschaft und kommunale Wohnungswirtschaft im zweiten Kabinett Jazenjuk inne.
Hennadij Subko ist verheiratet und hat einen Sohn und eine Tochter.